# 安瓦尔·哈克·卡卡尔
安瓦尔·哈克·卡卡尔（1971年—），巴基斯坦政治家，2023年至2024年間任巴基斯坦看守总理。卡卡尔曾于2015年至2017年担任俾路支省政府发言人。